# Don Beddoe
Donald Theophilus Beddoe (* 1. Juli 1903 in Pittsburgh, Pennsylvania; † 19. Januar 1991 in Laguna Hills, Kalifornien) war ein US-amerikanischer Schauspieler.

## Leben
Donald Theophilus Beddoe war der Sohn des zu seiner Zeit berühmten walisischen Dan Beddoe, der als Professor auch am College-Conservatory of Music Cincinnati unterrichtete. Don Beddoe wuchs in New York City und Cincinnati, Ohio auf. Ursprünglich wollte er Journalismus studieren, doch stattdessen entdeckte er sein Interesse für die Schauspielerei, die er zunächst in Amateurtheatergruppen auslebte. Sein Broadway-Debüt gab Beddoe am 20. September 1929 in dem Stück Nigger Rich (The Big Shot). Bevor er ab 1939 regelmäßig in Filmen wie Golden Boy, The Lone Wolf Spy Hunt und Charlie Chan auf Kreuzfahrt mitspielte, stand er noch mehrfach in Stücken wie The Greeks Had a Word for It und Father Malachy's Miracle auf der Bühne.
Während des Zweiten Weltkrieges diente beim United States Army Air Corps. Anschließend nahm er wieder seine Schauspielerkarriere auf und spielte in Filmen wie Die besten Jahre unseres Lebens, Die Nacht des Jägers und Der Herrscher von Cornwall. Des Weiteren übernahm er ab den 1950er-Jahren auch Rollen in Fernsehserien wie Perry Mason und Tausend Meilen Staub an. Don Beddoe spielte vor allem eine Vielzahl von oftmals komischen Nebenrollen, meist gutmütiger, aber gelegentlich auch bösartiger Natur. Eine seiner wenigen Hauptrollen hatte er im 1961 erschienenen Kinderfilm Boy Who Caught a Crook. Nach seiner Darstellung des Doc Cathey in dem von Drew Denbaum inszenierten Drama Nickel Mountain zog sich Beddoe 1984 von der Schauspielerei zurück.
Am 19. Januar 1991 verstarb Beddoe im Alter von 87 Jahren. Er war in seinem Leben zweimal verheiratet: in seiner ersten Ehe von 1943 bis zu ihrem Tod 1974 mit Jessie Evelyn Sebring, in seiner zweiten Ehe vom 10. August 1974 bis zu seinem Tod mit der Schauspielerin Joyce Mathews.

## Filmografie (Auswahl)
- 1937: The 13th Man
- 1939: Blondie Meets the Boss
- 1939: Union Pacific
- 1939: Golden Boy
- 1939: The Lone Wolf Spy Hunt
- 1940: Charlie Chan auf Kreuzfahrt (Charlie Chan’s Murder Cruise)
- 1940: Hochzeit wider Willen (The Doctor Takes a Wife)
- 1940: Blondie on a Budget
- 1941: Das Gesicht hinter der Maske (The Face Behind the Mask)
- 1941: Flucht nach Texas (Texas)
- 1942: Zeuge der Anklage (The Talk of the Town)
- 1946: Die besten Jahre unseres Lebens (The Best Years of Our Lives)
- 1947: California
- 1947: Mit Gesang geht alles besser (Welcome Stranger)
- 1947: So einfach ist die Liebe nicht (The Bachelor and the Bobby-Soxer)
- 1947: Zwei trübe Tassen – vom Militär entlassen (Buck Privates Come Home)
- 1947: Kalkutta (Calcutta)
- 1948: Aus dem Dunkel des Waldes (Another Part of the Forest)
- 1948: Die schwarze Maske (Black Bart)
- 1949: Dancing in the Dark
- 1949: Once More, My Darling
- 1949: Spielfieber (The Lady Gambles)
- 1950: Der letzte Musketier (Cyrano de Bergerac)
- 1950: Dein Leben in meiner Hand (Woman in Hiding)
- 1950: Der Weihnachtswunsch (The Great Rupert)
- 1950: Unter Einsatz des Lebens (Southside 1-1000)
- 1950–1954: The Lone Ranger (Fernsehserie, 5 Folgen)
- 1951: Der Tiger (The Enforcer)
- 1951: Auf Bewährung freigelassen (The Company She Keeps)
- 1951: Anwalt des Verbrechens (The Unknown Man)
- 1951: Mann im Sattel (Man in the Saddle)
- 1952: Um Haaresbreite (The Narrow Margin)
- 1952: Vater werden ist nicht schwer (Room for One More)
- 1952: Sabotage (Carson City)
- 1952: Skandalblatt (Scandal Sheet)
- 1952: Gauner mit weißer Weste (Stop, Your’re Killing Me)
- 1952: Im Banne des Teufels (The Iron Mistress)
- 1952: Mördersyndikat San Francisco (Hoodlum Empire)
- 1953–1959: Letter to Loretta (4 Folgen)
- 1954: Fluß ohne Wiederkehr (River of No Return)
- 1954–1959: Im wilden Westen (Death Valley Days) (Fernsehserie, 2 Folgen)
- 1955: Die Nacht des Jägers (The Night of the Hunter)
- 1955: Tarzan und der schwarze Dämon (Tarzan’s Hidden Jungle)
- 1955–1970: Lassie (Fernsehserie, 5 Folgen)
- 1957: Corky und der Zirkus (Counterfeit Clown) (Fernsehserie, eine Folge)
- 1957–1962: Perry Mason (Fernsehserie, 3 Folgen)
- 1958–1961: Maverick (Fernsehserie, 3 Folgen)
- 1958–1965: Wagon Train (Fernsehserie; 2 Folgen)
- 1959: Warlock
- 1960–1962: Am Fuß der blauen Berge (Laramie) (Fernsehserie, 3 Folgen)
- 1961–1962: Pete and Gladys (Fernsehserie, 2 Folgen)
- 1962: Der Herrscher von Cornwall (Jack the Giant Killer)
- 1962–1964: Tausend Meilen Staub (Rawhide) (Fernsehserie, 2 Folgen)
- 1963: Papa’s Delicate Condition
- 1965: Ein Appartement für drei (A Very Special Favor)
- 1966: Zwei tolle Kerle in Texas (Texas Across the River)
- 1968: Alles was verboten ist (The Impossible Years)
- 1970: Wie ich dich liebe? (How Do I Love Thee?)
- 1970–1971: Nanny and the Professor (Fernsehserie, 4 Folgen)
- 1982: Unsere kleine Farm (Fernsehserie, Folge He Was Only Twelve: Part 2)
- 1984: Nickel Mountain